# Frédéric Bazille
Frédéric Bazille (Montpellier, Francia, 6 de diciembre de 1841 - Beaune-la-Rolande, Francia, 28 de noviembre de 1870) fue un pintor impresionista francés.

## Biografía
Frédéric Bazille nació en una familia de notables protestantes de Montpellier (Hérault). Su padre, Gaston Bazille, ingeniero agrónomo y senador y su madre Camille Vialars es heredera del sector agrícola de Saint-Sauveur en Lattes. Frédéric Bazille se interesó por la pintura tras ver algunas de las obras de Eugène Delacroix. Su familia consintió en permitirle estudiar bellas artes con la condición de que estudiara también medicina. La vocación por la pintura le lleva en 1859, a asistir a clases de dibujo en el Museo Fabre de Montpellier, en el estudio de los escultores, Baussan padre e hijo y copiando a los viejos maestros como el Veronés. En ese mismo año, Bazille se inscribe en la facultad de medicina de Montpellier.
En 1862, Bazille obtiene la autorización de su familia para trasladarse a París, donde se inscribió en el estudio de Charles Gleyre pintor siguiendo el consejo de su primo el pintor Eugene Castelnau. Comienza perfeccionándose en el dibujo, pero sabe que será pintor. En este taller, conoce a Claude Monet y luego a Auguste Renoir. Al poco tiempo, se formó un grupo que incluye a Edgar Degas, Alfred Sisley, Edouard Manet, Berthe Morisot, Paul Cézanne, Camille Pissarro, Emile Zola, Paul Verlaine... Este perfeccionamiento estaba supeditado a la obtención de su doctorado en medicina.
Al suspender sus estudios médicos en 1864, comenzó a pintar a tiempo completo. Alquiló su primer estudio en 1864, para luego compartir talleres con Renoir y Monet en 1865. Es en este mismo año que Bazille sirve de modelo para Monet en la composición de su pintura "El almuerzo en la hierba", junto con Coubet.
Su posición en una familia acomodada le ayudó a apoyar a algunos de estos artistas ofreciéndoles espacio en su estudio y materiales para pintar. Se siente listo para participar en el Salón de 1866 y presentó dos cuadros a la prueba del jurado: un tema moderno, Chica al piano y uno clásico de naturaleza muerta, Pescados. Solo el segundo es aceptado, como previó Bazille. 
Este mismo año pinta El vestido rosa.

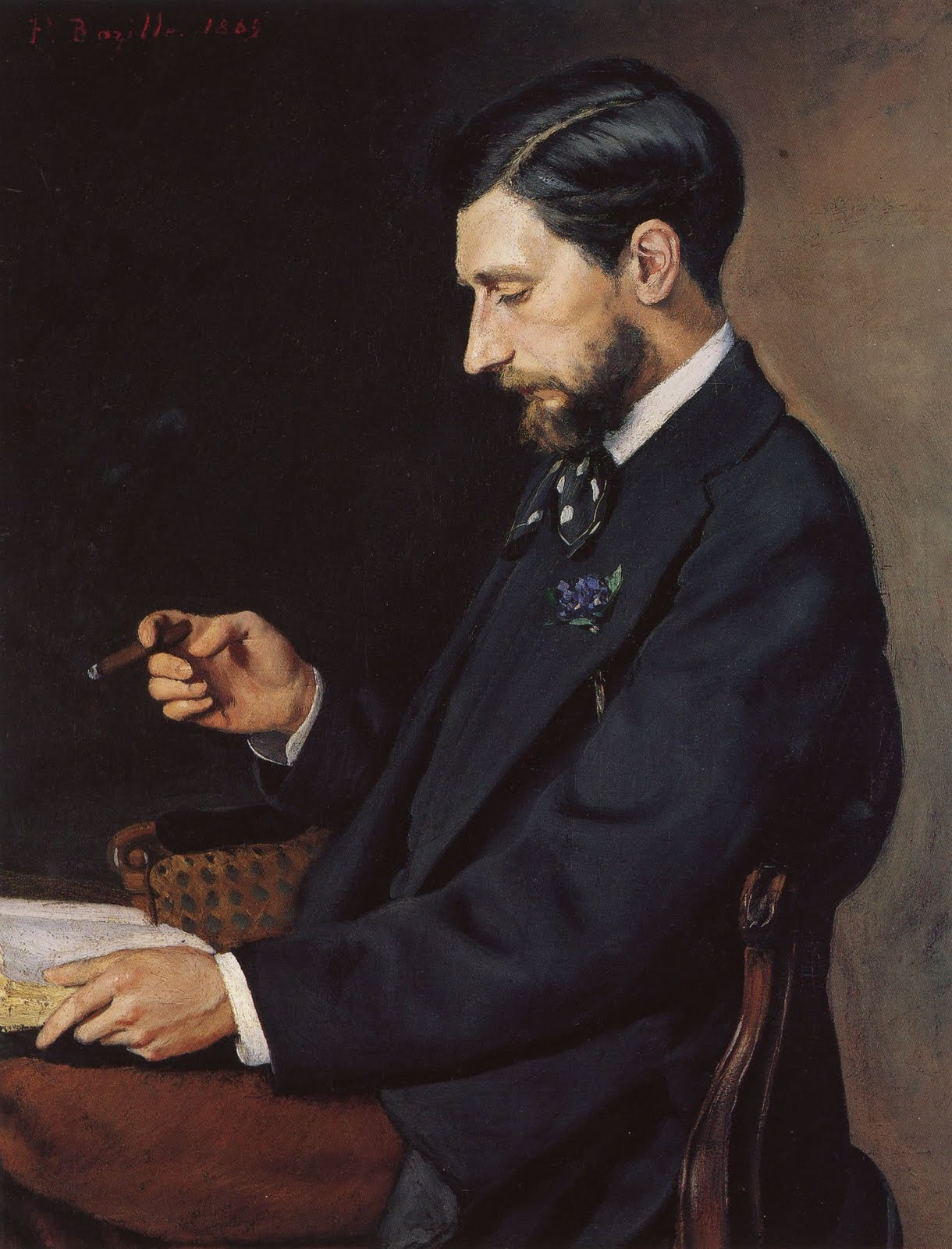
Bazille, Frédéric - Retrato de Edmond Maitre

En París, la pintura no es el único centro de interés de Frédéric Bazille. Es un apasionado de la escritura, el teatro, la música y la ópera. Se hace amigo de Edmond Maître y frecuenta los conciertos. Henri Fantin-Latour le representa de perfil, a la derecha de la tabla Estudio en Les Batignolles (1870). También intenta hacer grabados con el galerista y editor Alfred Cadart y solo hace un aguafuerte titulado Vista de un pueblo.
Por lo general pasa sus veranos en la propiedad de la familia del dominio Méric en Montpellier frente a la localidad de Castelnau-le-Lez, un área que es el escenario de algunos de sus cuadros, como El vestido rosa (1864), Reunión familiar (1867) o Vista de la aldea (1868). Allí su paleta se aclara y colorea. 
El 16 de agosto de 1870, se comprometió con el tercer Regimiento de Zuavos, contra la voluntad de sus familiares, en el conflicto franco-prusiano. Primero fue sargento fourier y luego sargento mayor, herido en el brazo y el estómago, murió a la edad de 28 años, el 28 de noviembre de 1870, en la batalla de Beaune-la-Rolande. 
Su amigo Edmond Maître comparte con Frédéric Bazille su pasión por la música de Richard Wagner, Gabriel Faure, Robert Schumann y la poesía. Juntos, asistirán en Bruselas a la primera presentación de Lohengrin. Bazille pinta el retrato de Edmond Maître en 1869: un óleo sobre lienzo de 84 × 65 cm, actualmente en la Galería Nacional de Arte de Washington.
La muerte de Bazille afecta mucho a Maître. Bazille cayó realizando un acto de heroísmo el 28 de noviembre de 1870, durante la guerra franco-prusiana, frente a Beaune-la-Rolande, tratando de proteger a las mujeres y los niños. En una carta a su familia, Maître escribe: "De todos los jóvenes que conocía, Bazille era el más talentoso, el más adorable."
Después de haber ido en busca de su hijo en diciembre de 1871, Jean François Gaston Bazille pudo encontrar el cuerpo de Frédéric y traerlo de vuelta a Montpellier. En agradecimiento por la ayuda prestada, especialmente por el abate Cornet, vicario de Beaune-la-Rolande, Gaston Bazille ofreció a la iglesia de Beaune en 1871 la pintura pintada por su hijo: Las bodas místicas de Santa Catalina, copiadas en 1859, de la pintura de Veronese, conservada en el Musée Fabre de Montpellier.
Está enterrado en el cementerio protestante de Montpellier en una tumba hecha por el escultor Auguste Baussan.

## Genio singular del impresionismo
La primera exposición de los impresionistas tuvo lugar del 15 de abril al 15 de mayo de 1874 en el taller del fotógrafo Nadar, en el Boulevard des Capucines en París, cuatro años después de su muerte, sin que ninguna de sus pinturas fuera expuesta. En 1900, el crítico e historiador Roger Marx descubrió a Bazille e incluyó dos pinturas en su exposición principal de arte francés, organizada para la Exposición Universal de París.
Ciento cincuenta años después, ¿cuál ha sido el destino de los sesenta o más cuadros que componen la obra de Bazille? El profundo olvido al principio, luego una tímida resurrección debida al historiador del arte Henri Focillon en 1926. Pero no fue hasta los años 1950-1960 que se tomó una mirada real sobre su pintura, extrayéndola de la círculo muy local de iniciados de Montpellier. Este es el momento en que sus pinturas escapan del círculo familiar y se exponen en los museos estadounidenses. El museo Fabre en Montpellier completa, tan pronto como puede, su fondo ya sustancial y en 1992 hace una exposición, luego en el verano de 2016, una retrospectiva con el Museo de Orsay y la Galería Nacional de Arte de Washington.

## Amistades de París
La ciudad camina en primer lugar. En ocho años, Bazille cambiará su hogar seis veces. Estas acciones marcan su progreso en la "profesión de pintor". No fue fácil convencer a sus padres para que le alquilaran un taller, en lugar de una habitación. "Si pudiera encontrar un pequeño lugar conveniente cerca de mis amigos, me gustaría tomarlo, creo que sería muy útil para el progreso que puedo hacer más adelante", le escribió a su madre. En 1865, se trasladó con Monet, en la calle Furstemberg bajo auspicios de prestigio: la sombra de Delacroix todavía reina en el lugar.
Courbet los visita, admira El Desayuno sobre la hierba Monet, Chica en el piano de Bazille, los amigos van y vienen, el funcionamiento diario del taller es el de un ágora perpetua. Un tumulto alegre pero agitado que le hizo buscar apartarse unos meses en 1866, solo, en la calle Godot-de-Mauroy. Para recoger mejor el hilo de sus inseparables amigos en julio se instala en la calle Visconti, dondelo acompañan Renoir y Monet, y "se trata de dos pintores que trabajan duro Lodge. Es una verdadera enfermería. Estoy encantado Porque, como escribió Monet: "Solo, hay cosas que no se pueden adivinar: finalmente, todo esto es terrible y es una tarea difícil. Y Renoir aprovecha los modelos de Bazille y los ayuda a pagar por ellos. La soledad, la inseguridad ... La pintura es una pasión exigente y la hermandad culmina cuando Renoir y él alquilan en Batignolles un gran estudio que Bazille y Manet inmortalizan en grandes pinturas, Atelier Rue Condamine.
El taller es también el refugio esencial de los momentos vacíos. ¿Qué pintar cuando faltan los medios, si no las naturalezas muertas? "No me condenen a la naturaleza muerta perpetua", grita Bazille, pidiendo los subsidios de sus padres. Anguilas y carpas, garzas que evocan trofeos caza de la familia, y también ramos de tulipanes, lilas y rosas.

## Un naturalismo incandescente
Esta forma de representación se encuentra en la famosa Reunión familiar (1867-1868) como en sus paisajes. Por 1863, Bazille se entregó a la pintura al aire libre, los colores brillantes, su pincelada directa, de Claude Monet, que pinta sobre el terreno en Chailly. El año siguiente, están en Honfleur en Normandía, luego otra vez en el bosque de Fontainebleau. Bazille participa en la aventura colectiva donde sin embargo sigue su propio camino, un naturalismo que sigue imbuido de Camille Corot en la potencia extraordinaria de los puntos de vista de Aigues-Mortes en 1867. En 1870, el paisaje En el borde del Lez deslumbra con su incandescencia. 
La pregunta inevitable permanece sin respuesta. Si no se hubiera alistado en el regimiento de Zuavos, Frederic Bazille podría haber vivido hasta 1920 ¿Cuál habría sido su pintura?
Paul Perrin, comisario de la exposición de Orsay, enfatiza que su trabajo es siempre "juvenil". El suyo y el del Impresionismo. "Para mí, espero, por supuesto, no ser matado: Tengo mucho que hacer en la vida", dice a su capitán antes de su muerte.

## Obras principales

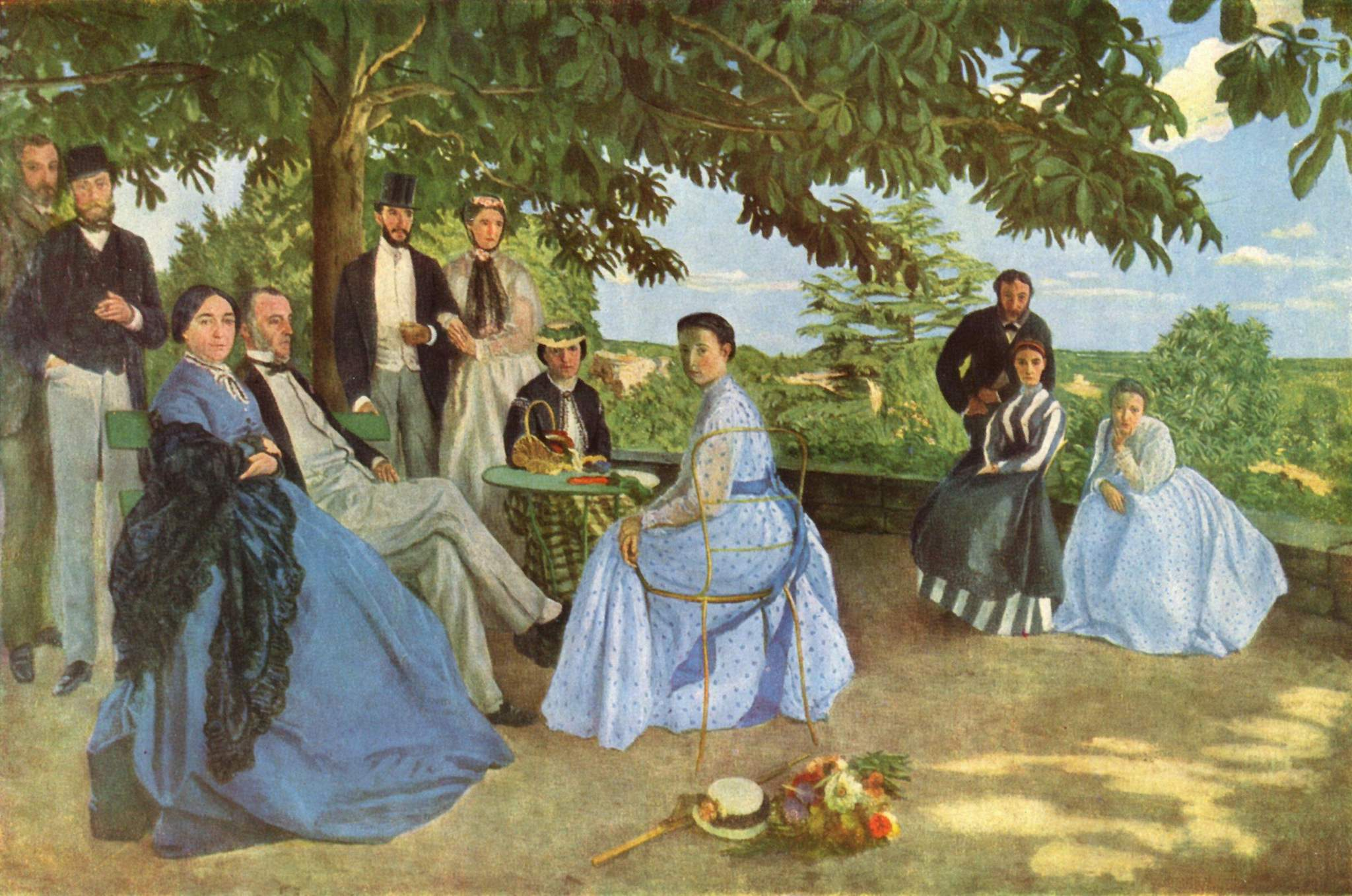
Retrato de una familia, 1867, Museo de Orsay.

- El vestido rosa, 1864, 147 x 110 cm, Museo de Orsay, París.
- El taller de la calle Furstenberg, 1865, 80 x 65 cm, Museo Fabre, Montpellier.
- Autorretrato, 1865, 109 x 72 cm, Instituto de Arte de Chicago.
- Las murallas de Aigues-Mortes, 1867 46 x 55 cm, Museo Fabre, Montpellier.
- Retrato de una familia, 1867, 152 x 230 cm, Museo de Orsay, París.
- El pescador con la red, 1868, 134 x 83 cm, Fondation Rau pour le tiers-monde, Zürich.
- Vista del pueblo, 1868, 130 x 89 cm, Museo Fabre, Montpellier.
- Escena veraniega, 1869, 158 x 158 cm, Fogg Art Museum, Cambridge (Massachusetts).
- El aseo, 1870, 132 x 127 cm, Museo Fabre, Montpellier.
- El taller de la calle La Condamine, 1870) 98 x 128.5 cm, Museo de Orsay, París.
- Paisaje junto al río Lez, 1870, 137.8 x 202.5 cm, Instituto de Artes de Mineápolis.

## Galería

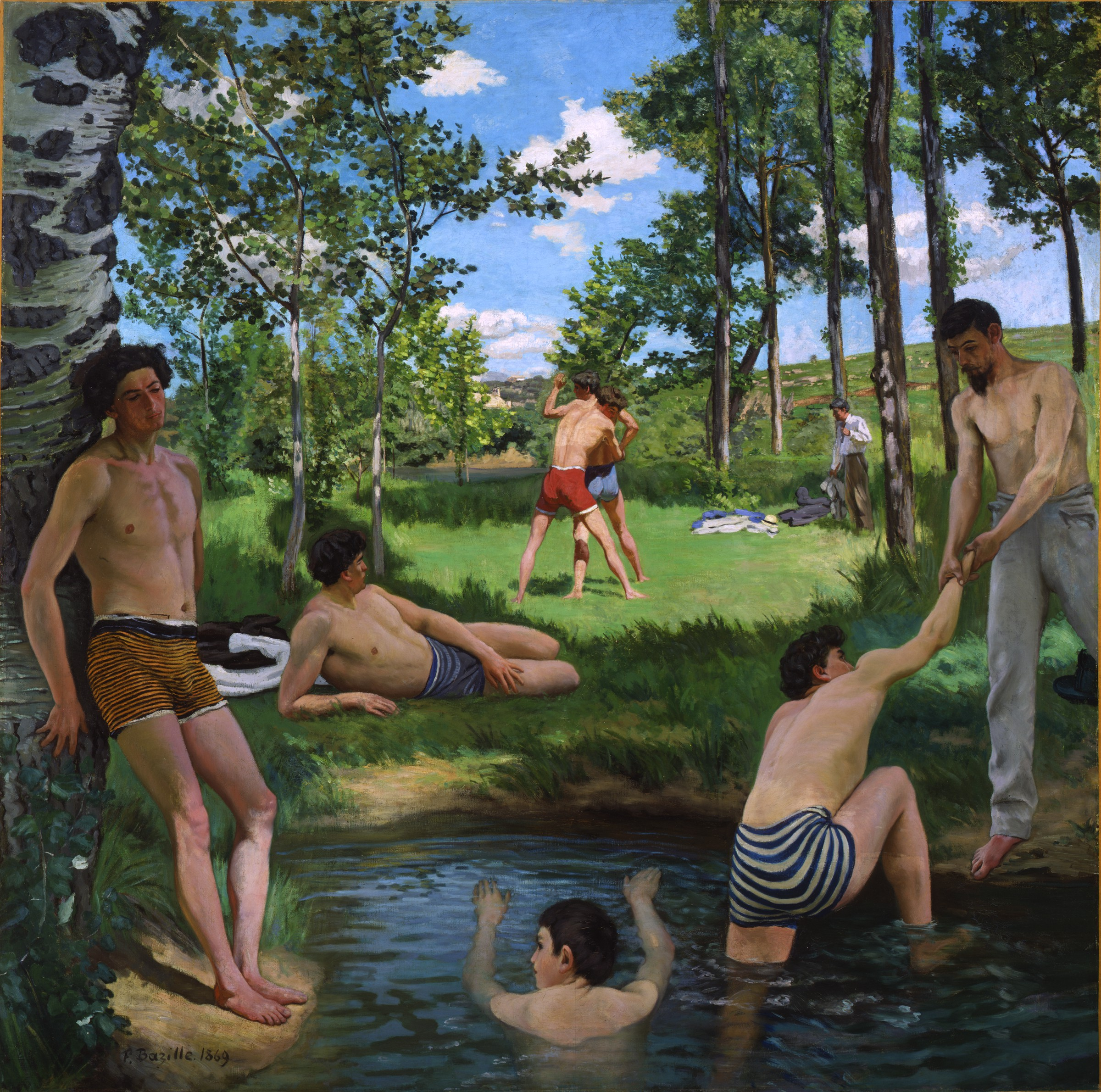
Escena veraniega, 1869, Fogg Art Museum, Cambridge (Massachusetts)
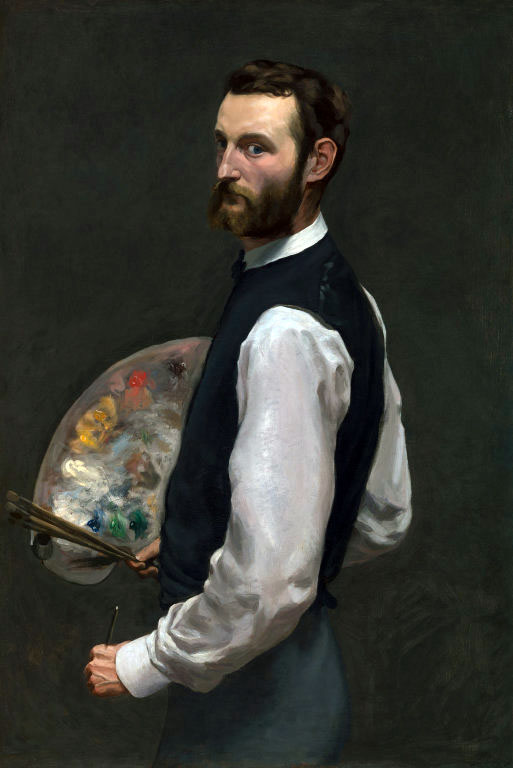
Autorretrato (1865-1866), Instituto de Arte de Chicago.
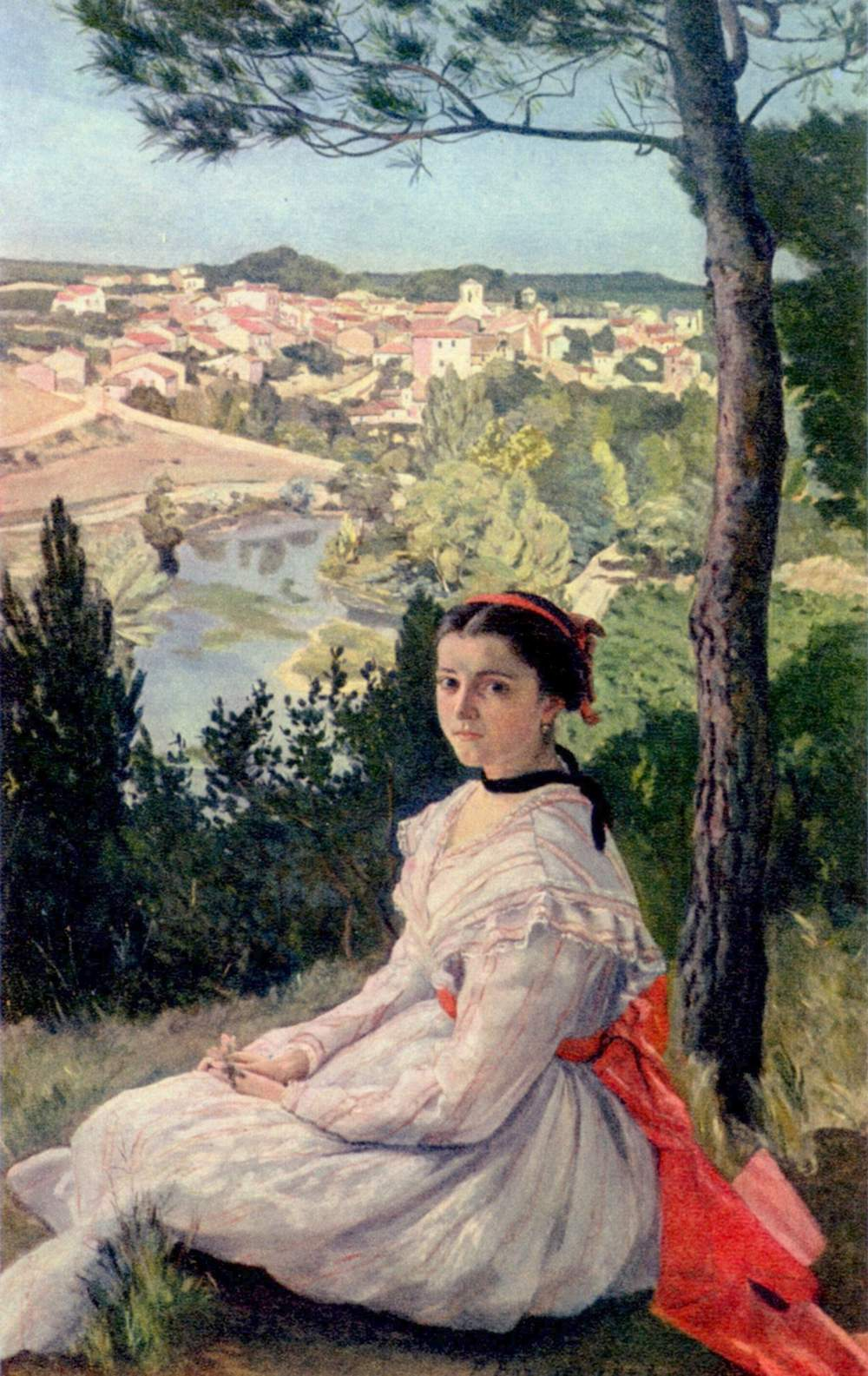
Vista de villa, 1868, Museo Fabre.
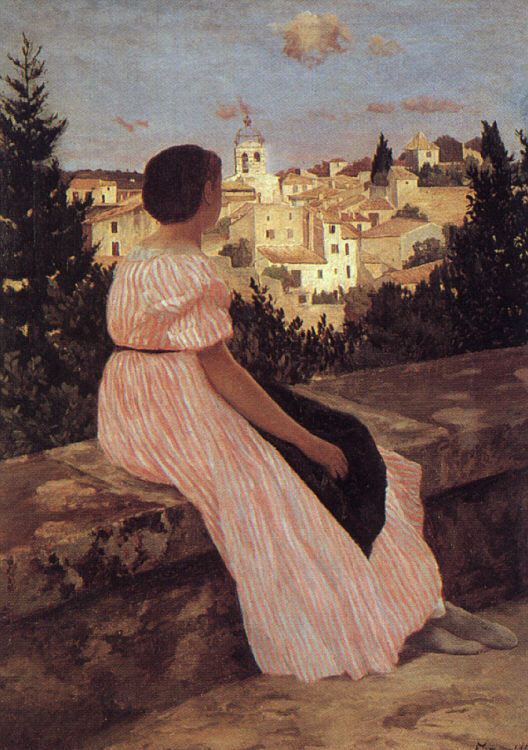
El vestido rosa, 1864, Museo de Orsay.
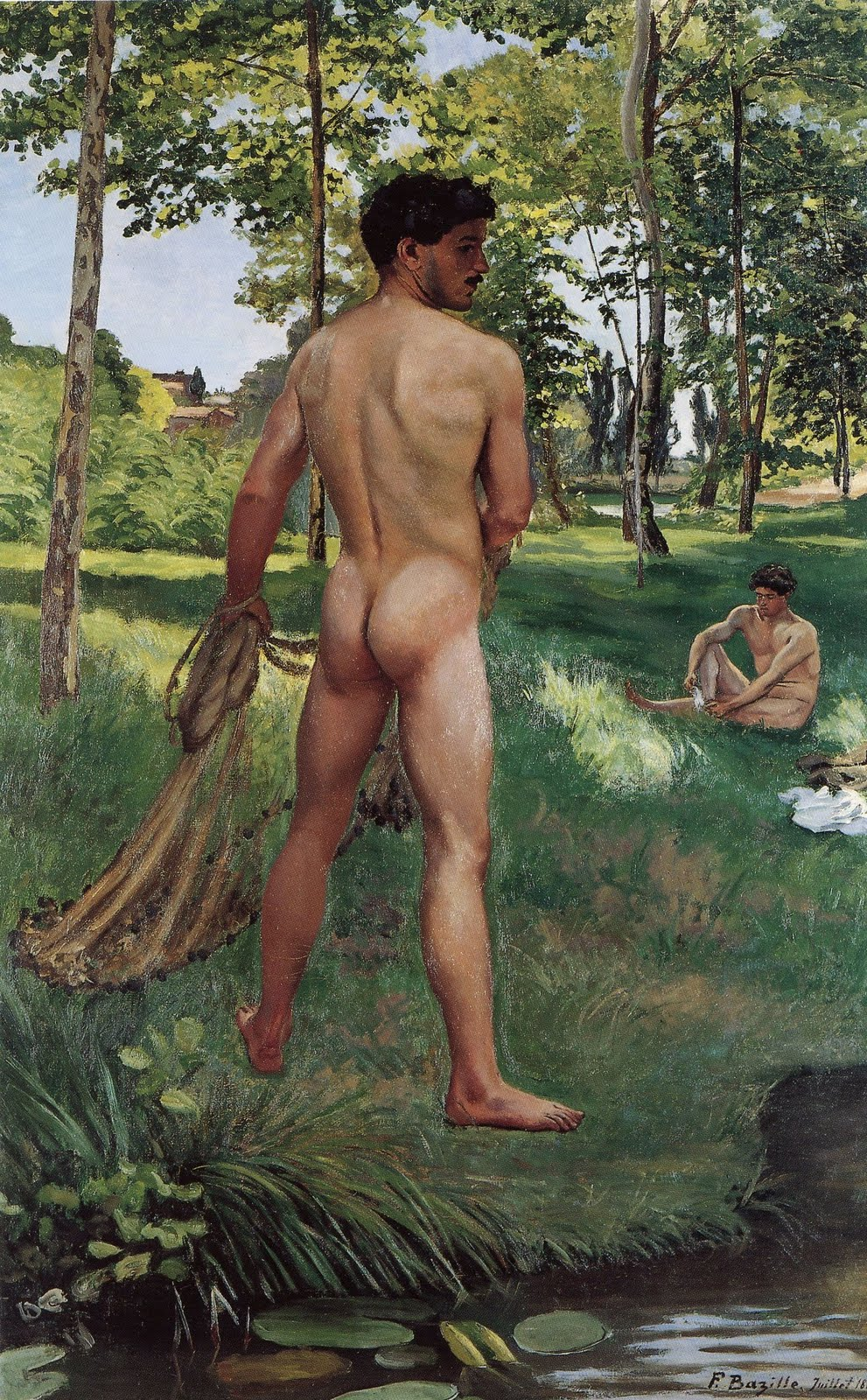
El pescador con la red (1868), Fondation Rau pour le Tiers-Monde.
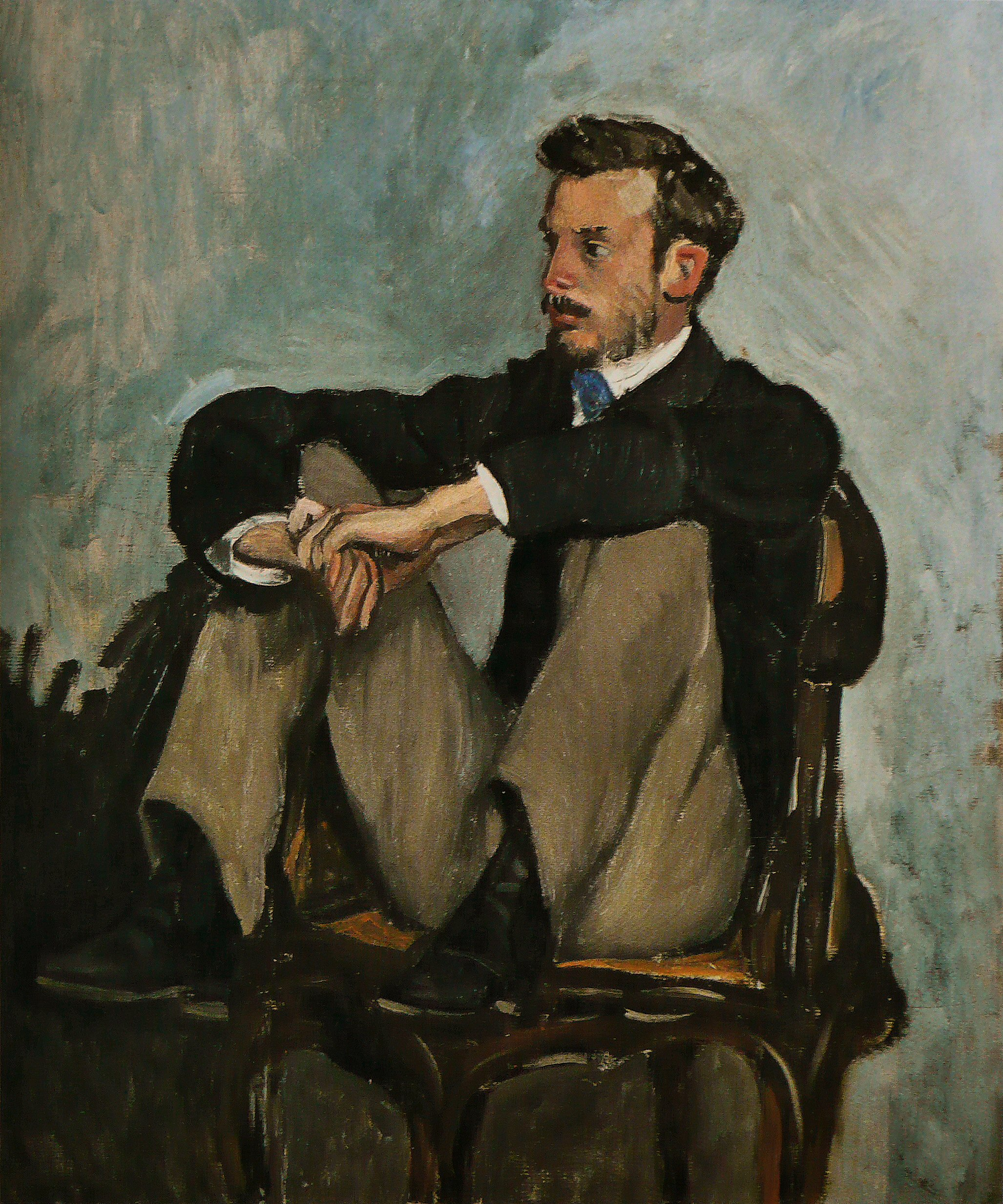
Retrato de Auguste Renoir, 1867, Museo Fabre.
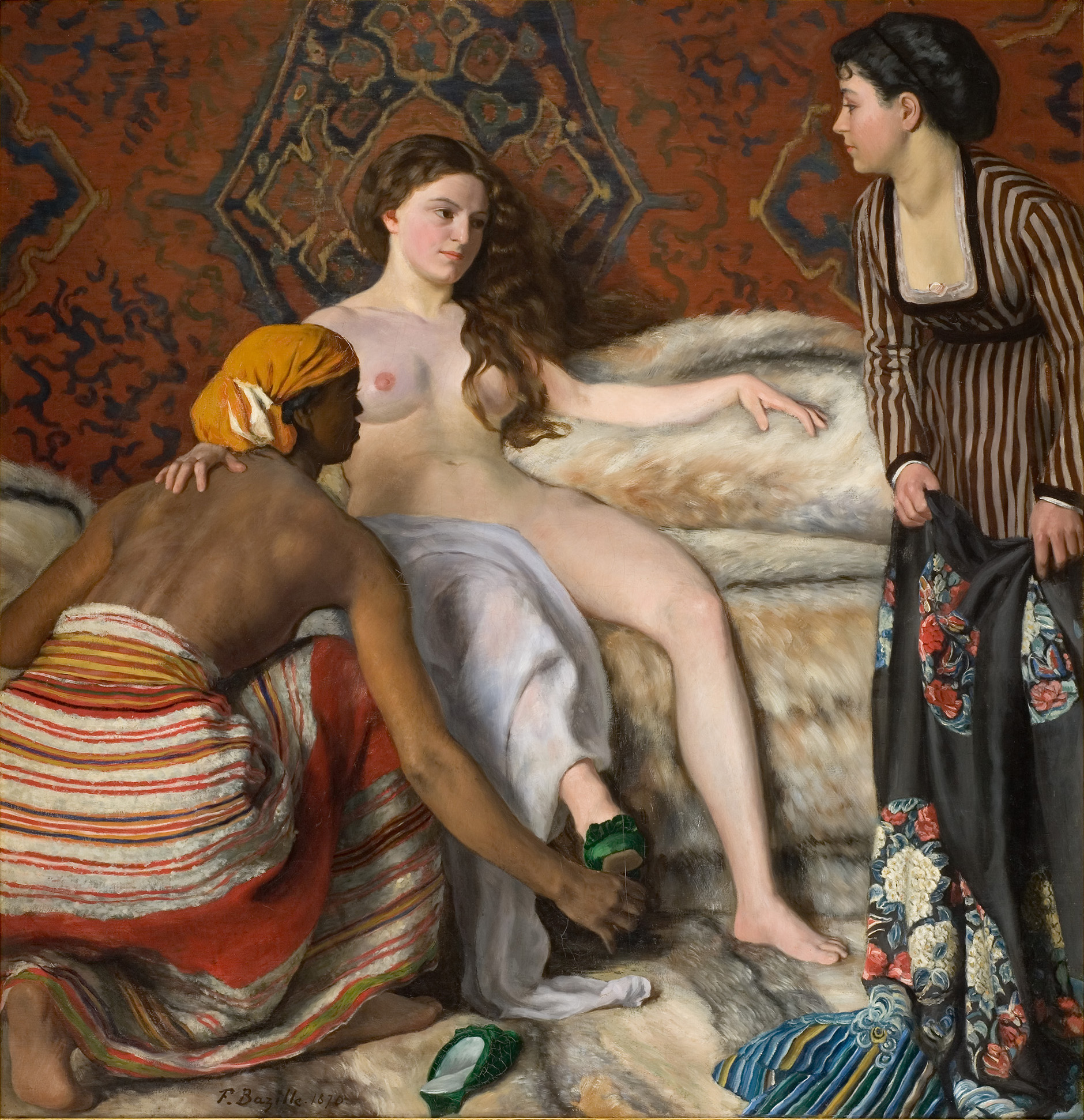
El aseo (1869-1870), Museo Fabre.

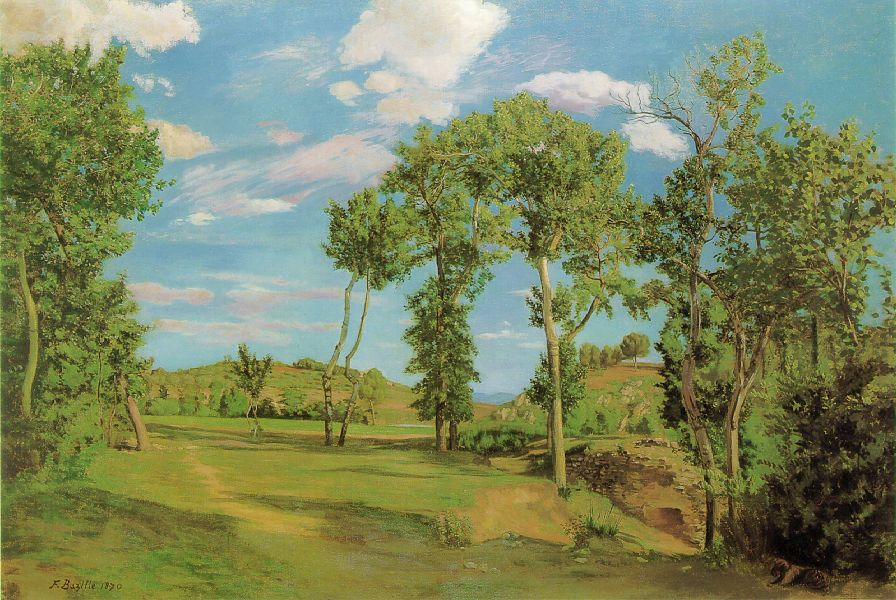
Paisaje cerca de Lez, 1870, Instituto de Artes de Minneapolis.
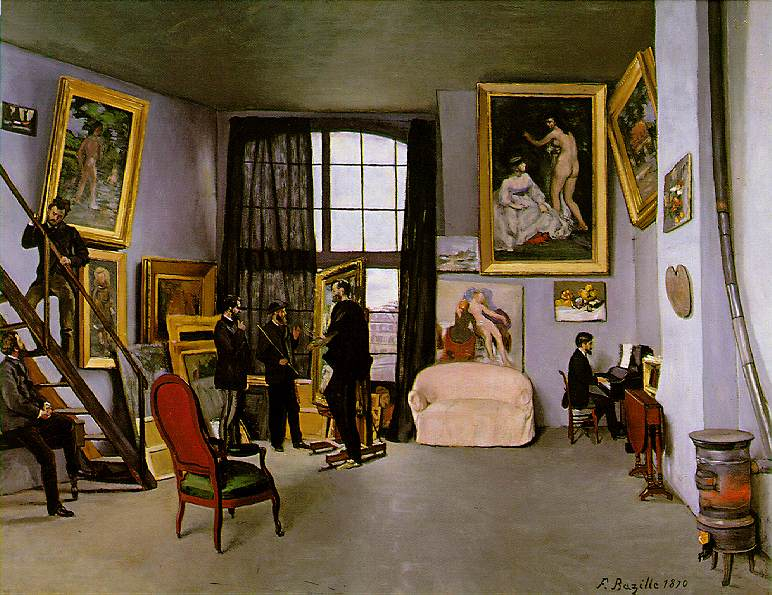
El taller de la calle La Condamine, 1870, Museo de Orsay.